# Баландин, Евгений Степанович
Евгений Степанович Баландин (18 июня 1945, пос. Уакит, Бурятская АССР — 6 февраля 2012, Ульяновск) — советский и российский организатор производства, партийный деятель, и. о. первого секретаря Ульяновского обкома КПСС (1991).

## Биография
В 1976 году окончил Куйбышевский плановый институт.
Трудовую деятельность начал на Ульяновском приборостроительном заводе:
- 1969 г. — инженер технолог;
- 1971 г. — начальник технического бюро;
- 1977 г. — начальник отдела станков с числовым программным управлением;
- 1978—1991 гг. — заместитель секретаря парткома завода, а затем первый секретарь Ленинского райкома КПСС;
- 1990 г. — избран вторым секретарём Ульяновского обкома КПСС[1];
- 1991 г. — и. о. первого секретаря Ульяновского обкома КПСС.

С 1992 г. — президент Ульяновской торгово-промышленной палаты.
С 2011 г. — Почётный гражданин города Ульяновска.